# 利薩科夫斯克

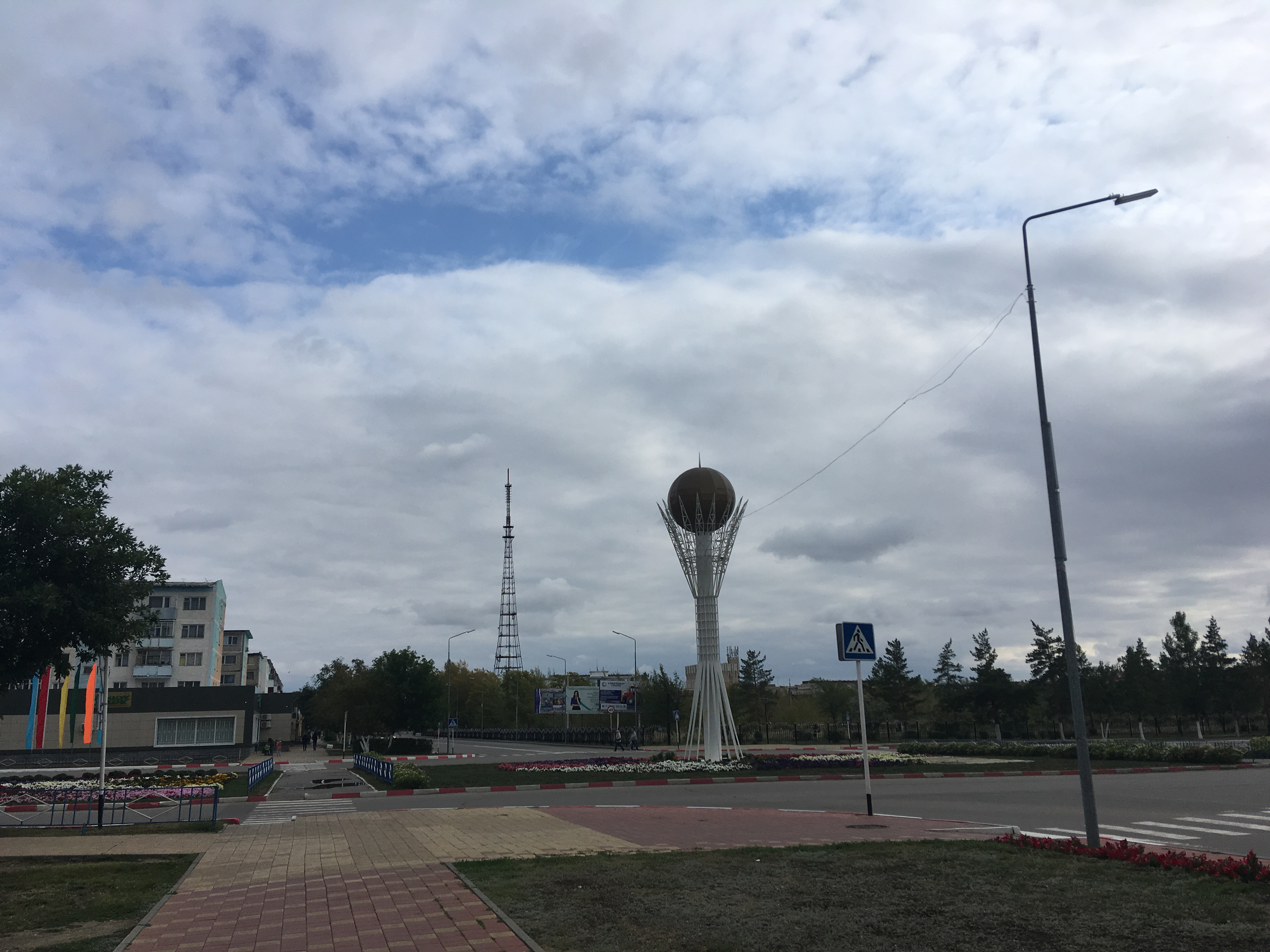
利薩科夫斯克

利薩科夫斯克是哈薩克的城鎮，由庫斯塔奈州負責管轄，位於該國北部托博爾河右岸，始建於1950年，該地區自青銅時代有人類居住，2012年人口36,654，其中四成居民是俄羅斯人。
52°32′N 62°30′E / 52.533°N 62.500°E